# 伯桑 (汝拉省)
伯桑（法語：Besain，法語發音：[bəzɛ̃]）是法国汝拉省的一个市镇，属于隆斯勒索涅区。

## 地理
伯桑（46°47'8"N, 5°47'38"E）面积12.84 平方千米，位于法国勃艮第-弗朗什-孔泰大區汝拉省，该省份为法国东部内陆省份，北起上索恩省，西北接科多尔省，西临索恩-卢瓦尔省，南至安省，东与杜省和瑞士接壤。
与伯桑接壤的市镇（或旧市镇、城区）包括：莫兰、克罗特奈、蒙特龙、皮卡罗。

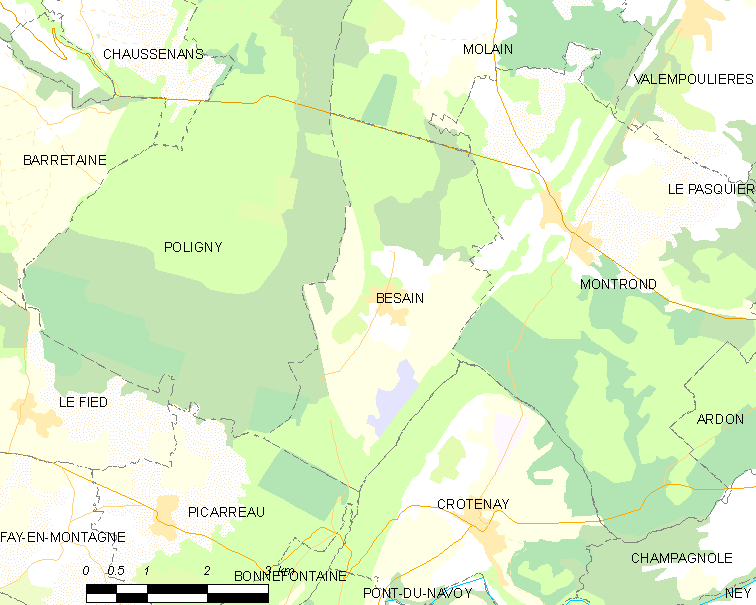
的OSM定位图

伯桑的时区为UTC+01:00、UTC+02:00（夏令时）。

## 行政
伯桑的邮政编码为39800，INSEE市镇编码为39050。

## 政治
伯桑所属的省级选区为波利尼县。

## 人口

1962-2008年间人口变化图示

伯桑于2022年1月1日时的人口数量为155人。